# 인소령
인소령(일본어: 人掃令 ひとばらいれい[*])은 아즈치·모모야마 시대의 분로쿠 원년(서기 1592년)에 관백 도요토미 히데요시의 명의로 발표된 법령이다.
전국에 호구조사를 명하여 일촌 단위의 가정 수, 인원 수, 남녀노소, 직업 등을 명기한 서류를 작성해 제출시키도록 했다. 목적은 조선 침공을 위한 병력 파악으로 알려져 있지만, 결과적으로 병농분리에 기여한 일들 중 하나가 되었다.